# Casa de Edward Dexter
La Casa de Edward Dexter es una casa histórica en el barrio de College Hill de la ciudad de Providence, la capital del estado de Rhode Island (Estados Unidos). 

## Descripción
Es una estructura de madera de dos y medio pisos, construida entre 1795 y 1797, con un techo a cuatro aguas coronado por un monitor cuadrado. Su fachada principal tiene cinco tramos de ancho, con el tramo central flanqueado por pilastras de dos pisos y rematado por un pequeño frontón a dos aguas. El interior bien conservado proporcionó una plantilla para un espacio de museo de principios del siglo XX diseñado por la Escuela de Diseño de Rhode Island para albergar una colección de muebles donada por el entonces propietario de la casa, Charles Pendleton. La casa es una de las pocas casas del siglo XVIII en el vecindario College Hill de la ciudad. Originalmente estaba ubicado en la esquina de las calles George y Prospect; en 1860 fue cortado por la mitad y trasladado en secciones a su ubicación actual.
La casa fue incluida en el Registro Nacional de Lugares Históricos en 1971.

## Galería

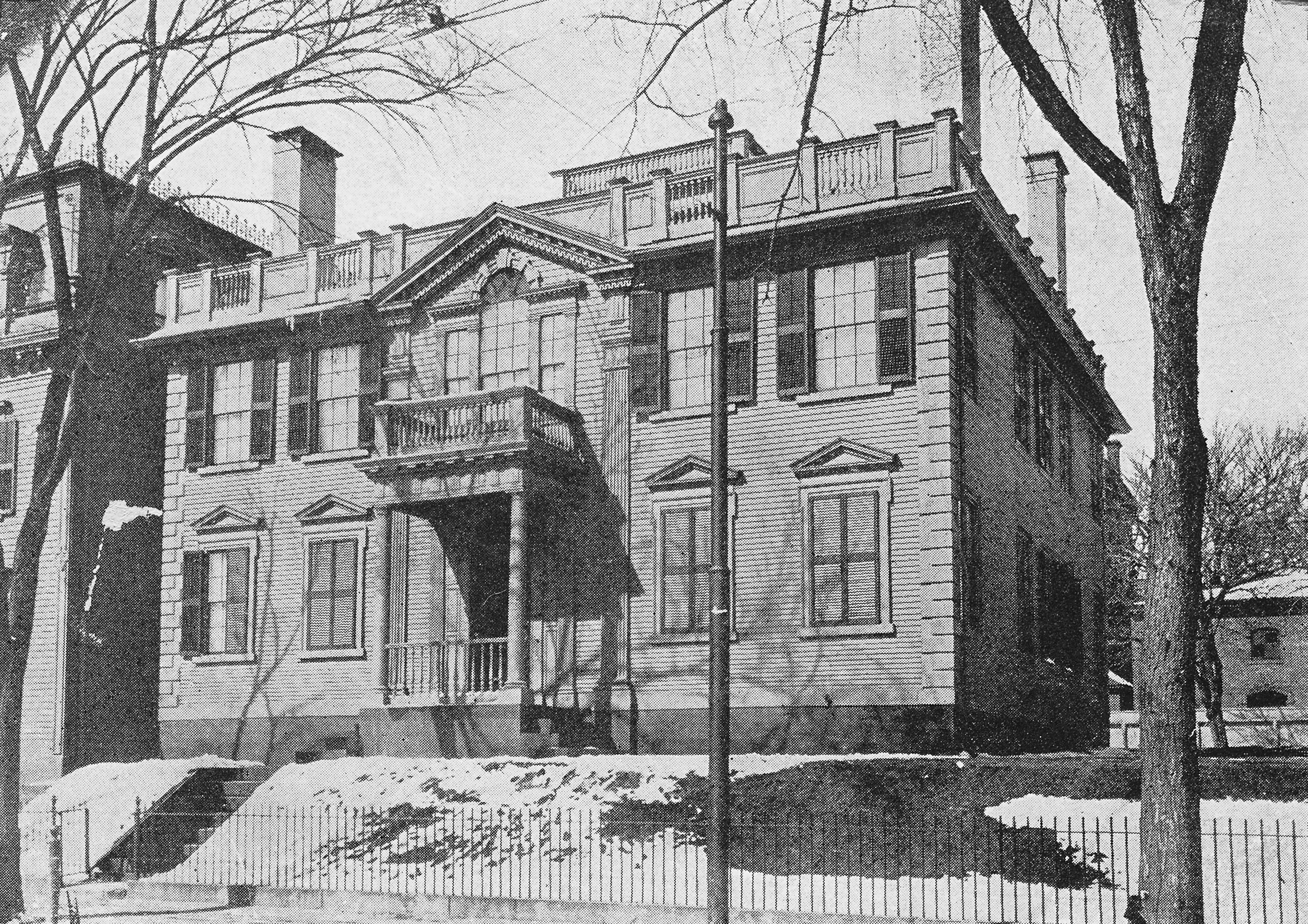
La casa, hacia 1915
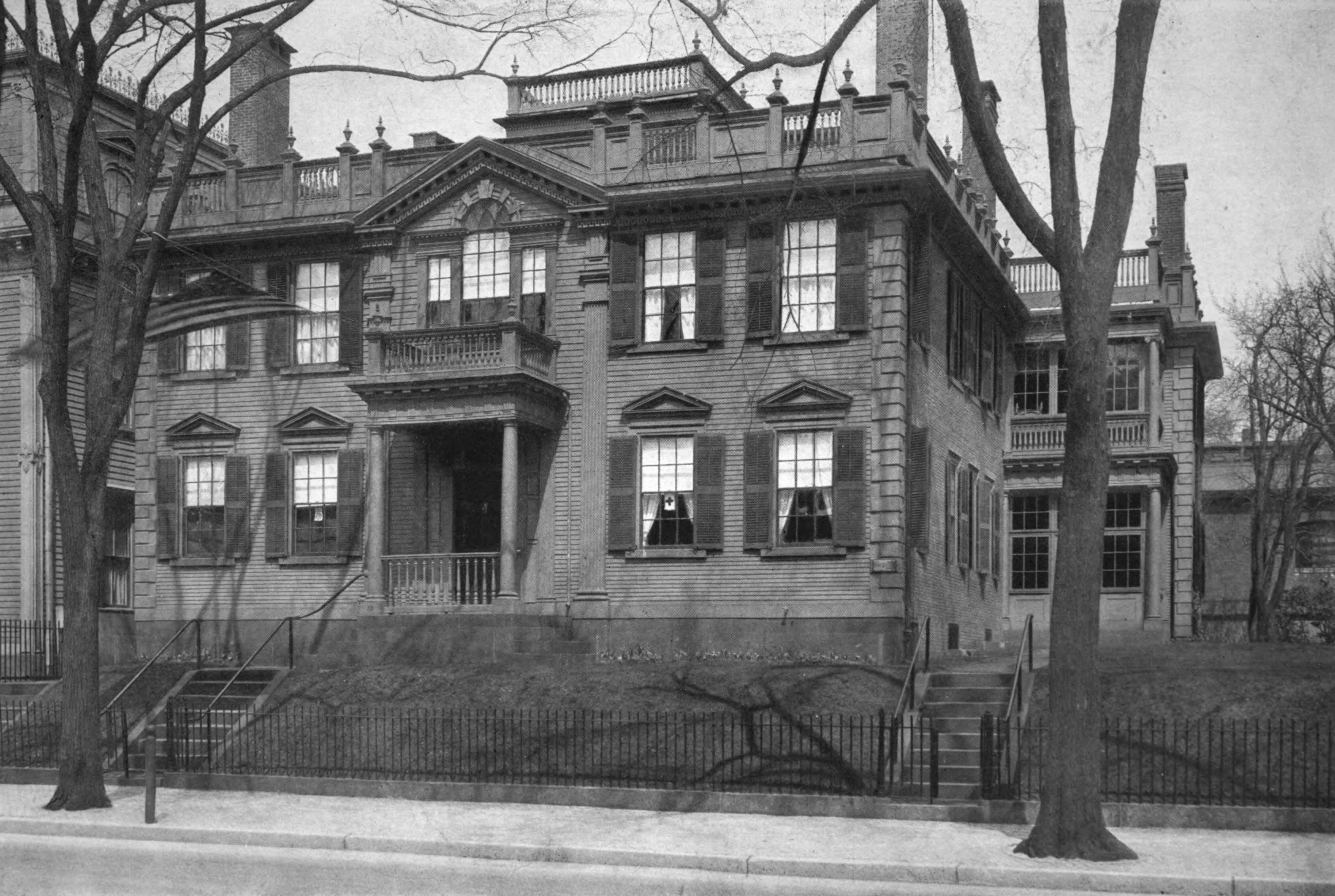
La casa en 1918, tras una ampliación